# قسم المزرعة الشمالية الريفي (مقاطعة آق قلا)
قسم المزرعة الشمالیة الريفي (بالفارسية: دهستان مزرعه شمالی) هي قسم تقع في إيران في Voshmgir District. يقدر عدد سكانها بـ 13,399 نسمة .